# Yên Thọ, Ý Yên
Yên Thọ là một xã thuộc huyện Ý Yên, Nam Định, Việt Nam.
Xã nằm về phía Tây bắc huyện Ý Yên, địa giới hành chính với các xã Yên Thành, Yên Nghĩa, Yên Phương của huyện Ý Yên; và các xã Thanh Hải, Thanh Nguyên của huyện Thanh Liêm (Hà Nam). Phía Tây nam xã giáp dòng sông Đáy, bên kia sông là đất Ninh Bình.
Xã được phân thành các thôn (làng), Xóm như: Bình Hạ, Bình Thượng, Xóm Bóng, Thọ Cách, Đanh Trại, Đông Hưng, Tân Thành, Tân Việt và Thanh Bình (Kinh Thanh).

## Giao thông
Trục Quốc lộ 57 (nay là Tỉnh lộ 485) đi qua địa bàn xã và cách Quốc lộ 1 khoảng 1 km về phía tây, cách Cầu Khuốt (cầu Đoan Vĩ) khoảng 3 km.

## Di tích - Danh thắng
- Cống Kinh Ma
- Thành Cổ Lộng thời thuộc Minh (Thành Cổ Lộng hay còn gọi là Thành Cách do nằm trên 3 thôn làng Bình Cách Hạ (Bình Hạ), Bình Cách Thượng (Bình Thượng) và Thọ Cách, hiện nay còn lại di tích móng Thành).
- Chùa Côn Long (Bình Hạ), có tượng phật bằng đồng nặng 2 tấn, cao 2 mét.
- Đình làng Bình Hạ
- Thôn Thọ Cách xã Yên Thọ huyện Ý Yên hiện có Đình làng thờ Gia tộc Quốc công Tiết chế Hưng Đạo Đại vương Trần Quốc Tuấn. Đình được lập đến nay đã hơn 150 năm. Hiện tại Làng còn lưu trữ được:
  - Sắc phong của Vua Thành Thái Ngày 18 tháng 11 Thành Thái năm thứ 1. (1889)
  - Sắc phong của Vua Duy Tân Ngày 11 tháng 8 Duy Tân năm thứ 3. (1909)
  - Sắc phong của vua Khải Định Ngày 25 tháng 7 Khải Định năm thứ 7. (1922)
  - Sắc phong của Vua Khải Định Ngày 25 tháng 7 Khải Định năm thứ 9. (1924)

```
Di Tích Đình Kinh Thanh - thôn Thanh Bình
```